# Favolaschia calocera

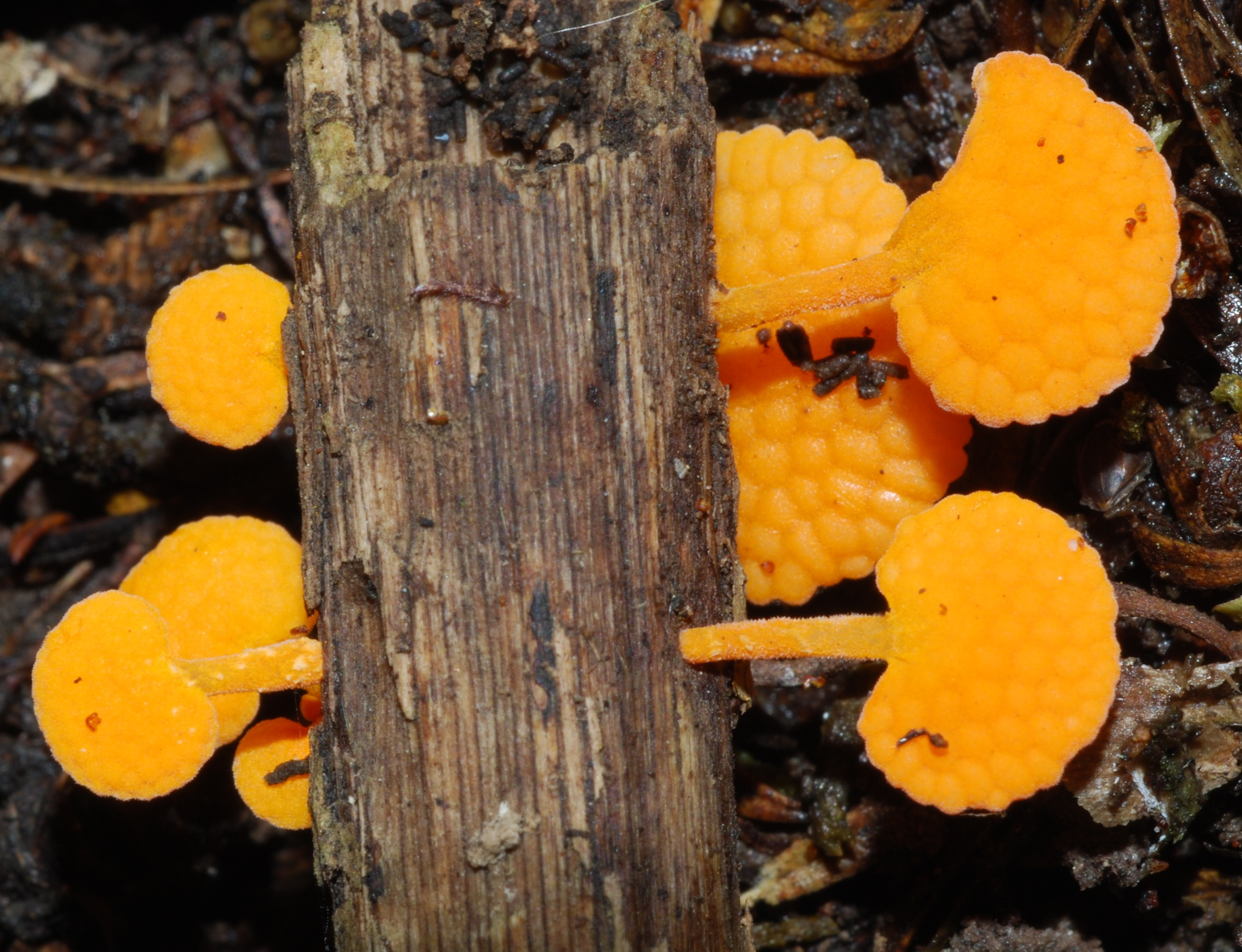
Favolaschia calocera

Favolaschia calocera (R. Heim) – gatunek grzybów z rodziny grzybówkowatych (Mycenaceae).

## Systematyka i nazewnictwo
Pozycja w klasyfikacji według Index Fungorum: Favolaschia, Mycenaceae, Agaricales, Agaricomycetidae, Agaricomycetes, Agaricomycotina, Basidiomycota, Fungi.
Francuski mykolog Roger Jean Heim, który znalazł tego małego grzyba na rozkładającym się kawałku drewna już w 1945 roku, stworzył pierwszy ważny opis tego gatunku dopiero w 1966 roku, nadając mu do dzisiaj obowiązującą nazwę Favolaschia calocera.
Synonimy naukowe:
- Favolaschia calocera R. Heim 1945
- Favolaschia calocera var. claudopus Singer 1974

## Morfologia
Kapelusz
Średnica 5–20 mm, kształt nerkowaty, wypukły, powierzchnia zewnętrzna gładka w młodym wieku. Następnie rozwijają się pofałdowania we wzór odpowiadający kubkowatym porom hymenoforu. Młody koloru jasnopomarańczowego, po wyschnięciu brązowawopomarańczowy.
Miąższ
Miąższ miękki, żółty, rzadki, niezbyt elastyczny, bezwonny, bez smaku.
Hymenofor
Złożony z 40–70 kubkowatych porów o średnicy 0,3–2,5 mm, większe elipsoidalne najbliżej trzonu i mniejsze, bardziej kanciaste w pobliżu brzegu kapelusza; kolor zgodny z zewnętrzną powierzchnią.
Trzon
Średnica 0,8–2,5 mm, długość 1,5–15 mm, przyrośnięty bocznie, cylindryczny lub lekko zwężający się ku koniuszkowi, kolor zgodny z zewnętrzną powierzchnią, gładki, bez pierścienia.
Cechy mikroskopowe
Podstawki 2–zarodnikowe, o rozmiarach 55–65 × 9–12 μm. Zarodniki jajowate lub elipsoidalne, gładkie, szkliste, słabo amyloidalne o rozmiarach 9–12,5 × 6,5–8,5 µm. Wysyp zarodników biały. Cheilocystydy mają rozmiar 25–70 × 8–16 μm, są bardzo liczne, o różnych kształtach: cylindrycznym, subcylindrycznym, maczugowatym, gruszkowatym, pokryte drobnymi, przypominającymi pręciki, wystającymi uchyłkami o rozmiarach do 1 μm. Gleocystydy na ściankach trzonu i w skórce o kształcie cylindrycznym lub wąsko maczugowatym, grubościenne, wypełnione oleistym, czasami ziarnistym materiałem o ciemnym kolorze; średnica wynosi 8,5–12,5 µm, a długość 30 µm. Strzępki o ścianach cieńszych niż 1 µm, wąskie lub szerokie o średnicy 12–18 µm.

## Występowanie i siedlisko
Pochodzi z Madagaskaru, skąd zawleczony został najpierw do Australii i Nowej Zelandii. W ciągu ostatnich kilku dziesięcioleci pojawiać się zaczął w kolejnych częściach świata (Afryka, Ameryka Północna i Środkowa). W XXI wieku rozprzestrzeniać się zaczął w Europie Południowej (Hiszpania i Włochy) i Zachodniej (np. w południowo-zachodniej Wielkiej Brytanii).  
Saprotrof. Występuje na drewnie liściastym takich gatunków jak bez czarny (Sambucus nigra), klon jawor (Acer pseudoplatanus) i buk zwyczajny (Fagus sylvatica). W Europie owocniki wytwarza od lipca do listopada. 